# Александър Невски (подводница)
Вижте пояснителната страница за други значения на Александър Невски.
„Александър Невски“ (на руски: Александр Невский) е руска атомна подводница със стратегическо предназначение.
Тя е втората от класа от четвърто поколение „Борей“.
Нейното строителство започва през 2004 година в заводите „Севмаш“ в Северодвинск. Въведена е във въоръжение в края на 2013 година.